# Шпак-малюк короткохвостий
Шпак-малю́к короткохвостий (Aplonis minor) — вид горобцеподібних птахів родини шпакових (Sturnidae). Мешкає в Індонезії і Східному Тиморі та на Філіппінах.

## Опис
Довжина птаха становить 18 см. Дорослі птахи мають повністю чорне забарвлення з пурпуровими, зеленими і синіми відблисками. Хвіст короткий, дещо округлий. Дзьоб корткий, чорний, на кіці вигнутий, лапи чорні, очі червоні. У молодих птахів верхня частина тіла чорна, нижня частина тіла біла, поцяткована чорними смужками, очі червоні.

## Підвиди
Виділяють два підвиди:
- A. m. minor (Bonaparte, 1850) — від Сулавесі до Яви і Малих Зондських островів;
- A. m. todayensis (Mearns, 1905) — острів Мінданао (Філіппіни).

## Поширення і екологія
Короткохвості шпаки-малюки живуть у вологих рівнинних і гірських тропічних лісах та на полях.